# 協和町 (秋田県)
協和町（きょうわまち）は、秋田県の中央部に位置していた町である。
2005年（平成17年）に周辺の市町村と合併して大仙市となった。合併後は、大仙市協和として地名が残っている。

## 地理
- 河川：雄物川、淀川

## 歴史
- 1955年（昭和30年）3月31日 - 仙北郡荒川村、淀川村、峰吉川村、河辺郡船岡村の4村が合併し、協和村として発足した。
- 1969年（昭和44年）4月1日 - 町制施行により協和町となる。
- 2005年（平成17年）3月22日 - 大曲市を中心とする周辺市町村と合併し大仙市となる。

### 町名の由来
協和診療所に由来するとされる。

## 経済
荒川鉱山をはじめ、宮田又鉱山や畑鉱山など複数の鉱山があった。

## 施設

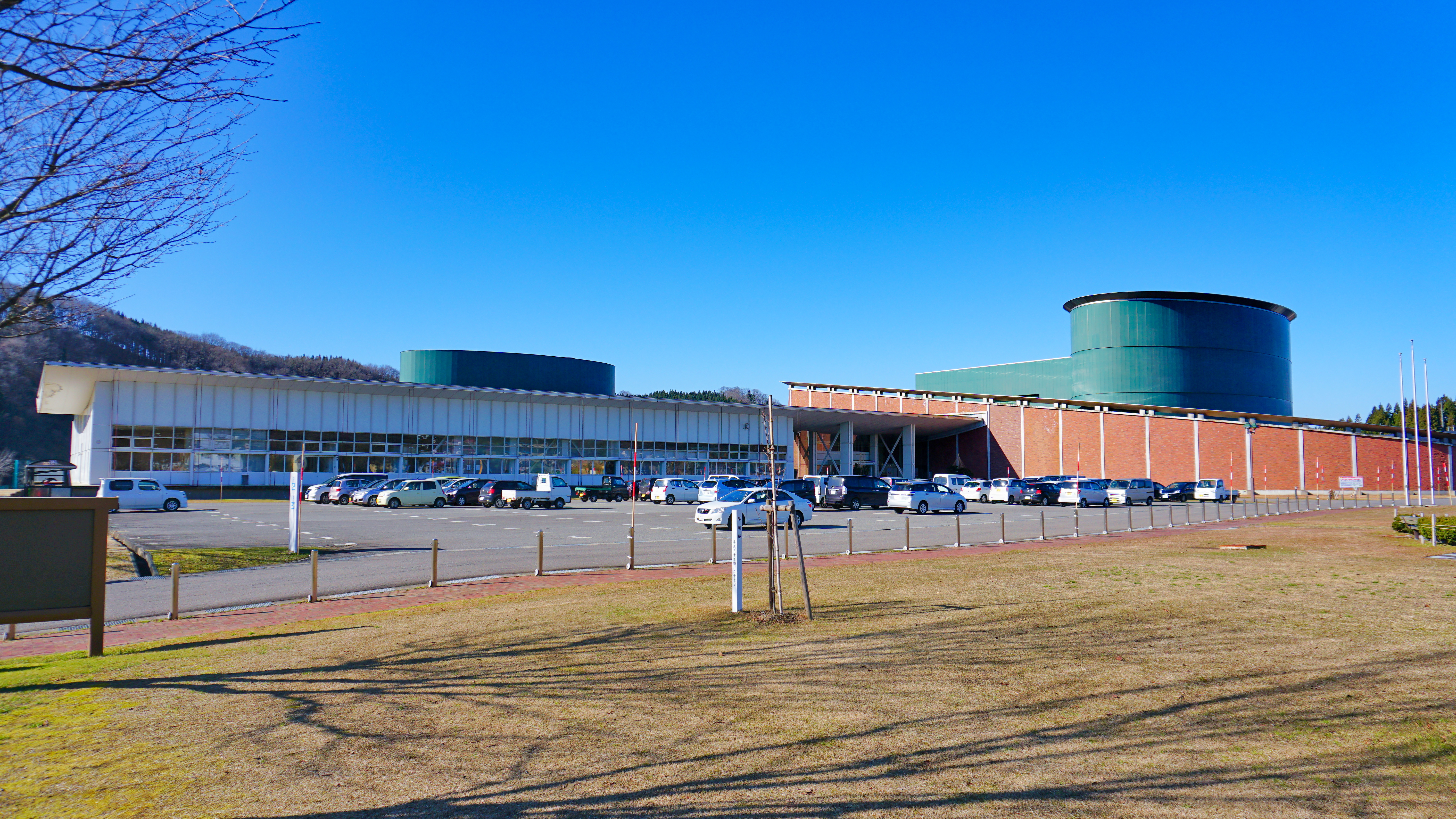
和ピア

- 町民センター「和ピア」 - 1999年（平成11年）4月開館[3]。
- サン・スポーツランド協和
  - サン・スポーツランド協和野球場
- 秋田県立リハビリテーション・精神医療センター

## 教育
出典：
- 協和中学校
- 荒川小学校
- 船岡小学校
- 稲沢小学校
- 淀川小学校
- 峰吉川小学校
- 小種小学校

## 交通

### 鉄道
- JR東日本
  - 奥羽本線 : 峰吉川駅 - 羽後境駅

### バス
- 羽後交通

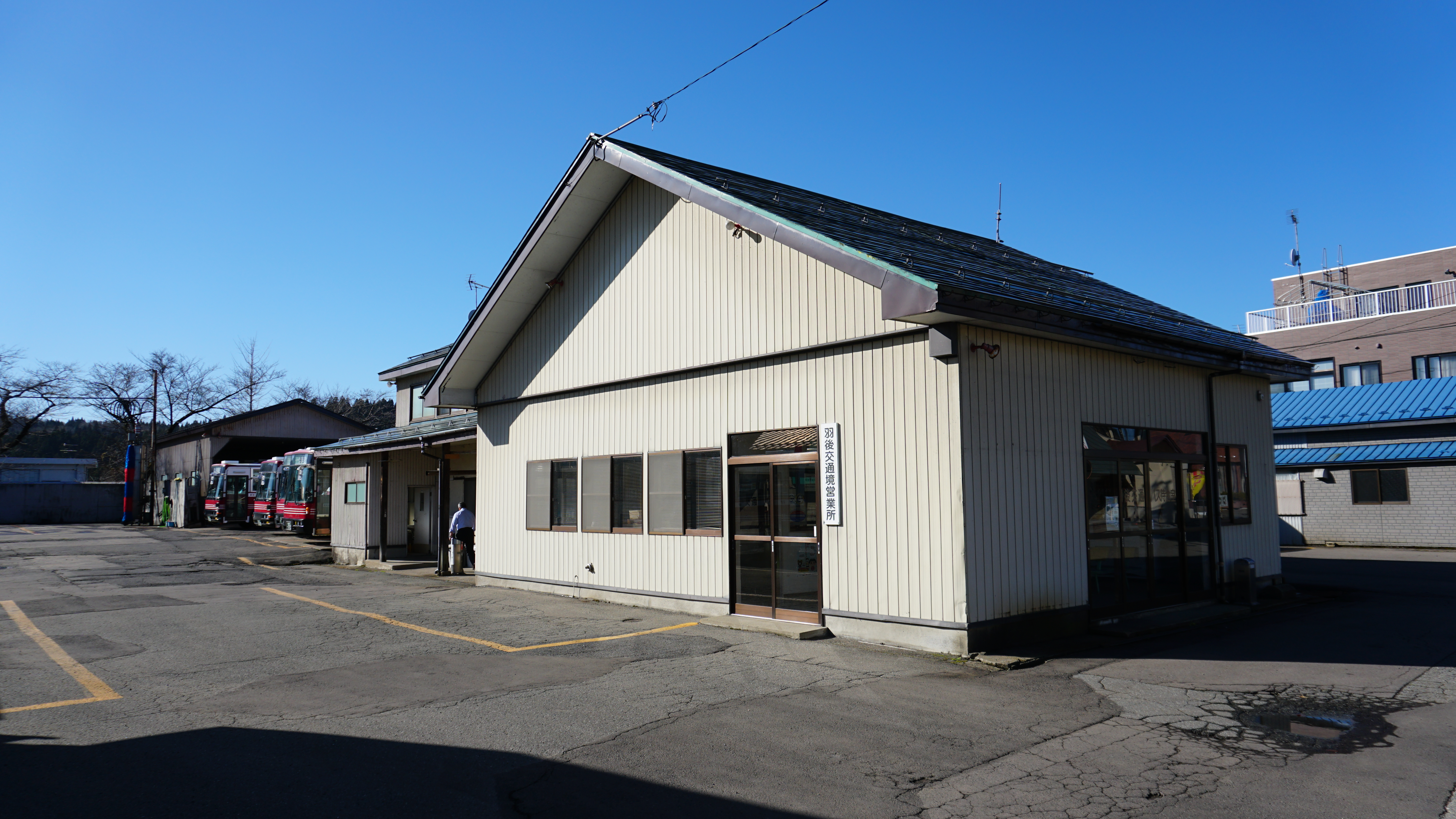
羽後交通 境営業所

  - 境営業所 - 1955年3月創立[5]。1952年から1958年にかけて荒川線、船岡線、淀川線、和田線、峯吉川線が開設された[5]。

### 道路
- 高速自動車国道
  - 秋田自動車道 - 協和IC
- 一般国道
  - 国道13号（羽州街道）
  - 国道46号
    - 道の駅協和

  - 国道341号

## 観光
- 唐松神社
- 協和スキー場
- 協和温泉四季の湯[6]
- 唐松温泉

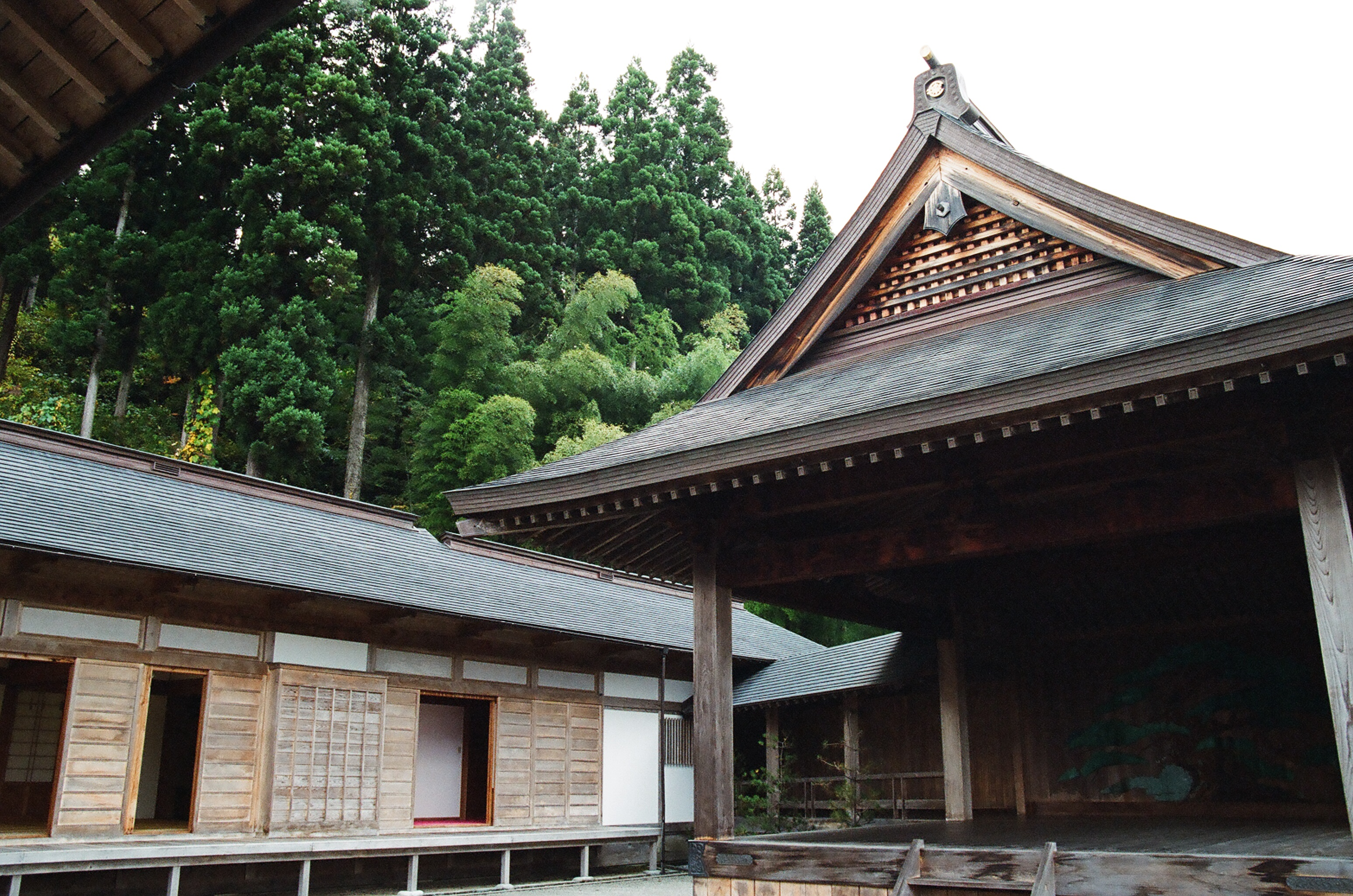
まほろば唐松史跡公園の能楽堂

- マインロード荒川 - 荒川鉱山跡に1993年オープン[2]。
- 町営モーターサイクル場 - 荒川鉱山跡に1989年5月オープン[7]。全国初の地方自治体運営のモーターサイクル場であり、県内初の日本自動車連盟公認コースである[7]。
- 大盛資料館[6]
- 物部長穂記念館[6]
- まほろば唐松史跡公園 - 中世の館「唐松城」を中心とした公園で、1990年9月に完成した[7]。
- わんぱくの森（キャンプ場）[6]
- オートキャンプ場[6]
- スプリング・ファーム泉沢[6]
- びんだれ園[6]

## 文化・名物

### 祭事・催事
- 峰吉川独立記念祭（5月） - 1900年（明治33年）に刈和野村から峰吉川村が独立したことを記念し、5月に開催[1]。
- 協和七夕花火（7月）

## 出身人物
- 奥田ひとし - 漫画家 『天地無用!』など
- 進藤金日子 - 参議院議員
- 佐藤敬夫 - 元衆議院議員
- 物部長穂 - 土木学者
- 物部長鉾 - 陸軍軍人